# Bataille de Turbigo
Deuxième guerre d'indépendance italienne
Batailles
- Montebello
- Varèse
- San Fermo
- Palestro
- Turbigo
- Magenta
- Melegnano
- Treponti
- Solferino
- San Martino

La bataille de Turbigo est un épisode de la seconde guerre d'indépendance italienne. Elle se déroule le 3 juin 1859 à Turbigo, petite ville du royaume autrichien de Lombardie-Vénétie, située sur le Tessin. Elle oppose les Français, alliés aux Savoyards du royaume de Piémont-Sardaigne, aux Autrichiens et voit une victoire franco-savoyarde,
Le 2 juin, la division de voltigeurs de la Garde du général Camou atteint Turbigo, suivi du IIe corps d'armée du général Mac Mahon le jour suivant. Le reste de l'armée se concentre autour du Novara. Le village de Turbigo est inoccupé, mais dénué de pont. Les sapeurs du général Camou travaillent toute la nuit pour construire un pont sur le Tessin qui sera finalement effectif le 3 juin à l'aube, couvert par cinq batteries de six canons. Le IIe corps d'armée de Mac Mahon traverse le ponton de Turbigo pour consolider la tête de pont. Il continue en direction du village de Robecchetto, où le 1er régiment de tirailleurs algériens s'illustre en pourchassant une colonne autrichienne explorant tardivement le secteur au nord de Magenta. Robecchetto est aux mains des Français à 14 h 30. Les trois divisions de Mac Mahon bivouaquent autour de Turbigo, prêtes à s'élancer le long de la rive gauche du Tessin le lendemain matin.